# Maison Le Petit Cîteaux
La maison Le Petit Cîteaux est un édifice situé dans la ville de Dijon, dans la Côte-d'Or en région Bourgogne-Franche-Comté.

## Histoire
Les siècles des principales campagnes de construction sont le XIIIe siècle, XIVe siècle et le XVIIe siècle.
La maison dite Le Petit Cîteaux est inscrite au titre des monuments historiques par arrêté du 6 mars 1950.